# Rajneesh
Rajneesh Chandra Mohan Jain (रजनीश चन्द्र मोहन जैन) (Kuchwada, Índia, 11 de Dezembro de 1931 — Pune, Índia, 19 de Janeiro de 1990), nascido Chandra Mohan Jain, também conhecido como Acharya Rajneesh, Bhagwan Shree Rajneesh e Osho, foi um guru indiano líder do movimento Rajneesh. Durante sua vida, ele foi visto como um místico e um polêmico líder do novo movimento religioso. Rajneesh também criticou Mahatma Gandhi e a ortodoxia religiosa hindu. Ele enfatizou a importância da meditação, atenção plena, amor, celebração, coragem, criatividade e humor - qualidades que ele via como sendo suprimidas pela adesão a sistemas de crença estáticos, pela tradição religiosa e pela socialização. Ao defender uma atitude mais aberta à sexualidade humana, ele causou controvérsia na Índia durante o final dos anos 1960 e ficou conhecido como "o guru do sexo".
Em 1970, Rajneesh passou um tempo em Mumbai iniciando seguidores conhecidos como "neo-sannyasins". Durante este período, ele expandiu seus ensinamentos espirituais e comentou extensivamente em discursos sobre os escritos de tradições religiosas, místicas e filosóficas de todo o mundo. Em 1974, Rajneesh se mudou para Pune, onde um ashram foi estabelecido e uma variedade de terapias (que incorporavam pela primeira vez métodos desenvolvidos pelo Movimento do Potencial Humano) foi oferecida a um crescente número de seguidores ocidentais. No final da década de 1970, a tensão entre o governo do Partido do Povo Indiano de Morarji Desai e o movimento Rajneesh levou a uma contenção do desenvolvimento do ashram e a uma dívida estimada em 5 milhões de dólares.
Em 1981, os esforços do movimento concentraram-se em atividades nos Estados Unidos e Rajneesh mudou-se para uma instalação conhecida como Rajneeshpuram no Condado de Wasco, no Oregon. Quase imediatamente o movimento entrou em conflito com os moradores do condado e o governo do estado, sendo que uma sucessão de batalhas jurídicas envolvendo a construção do ashram e o desenvolvimento contínuo restringiram seu sucesso no local. Em 1985, após uma série de crimes graves cometidos pelos seus seguidores, incluindo um ataque de intoxicação alimentar em massa com bactérias Salmonella e um plano de assassinato abortado contra o procurador Charles H. Turner, Rajneesh alegou que a sua secretária pessoal, Ma Anand Sheela, e seguidores próximos, eram os verdadeiros responsáveis. Após um acordo judicial, ele foi deportado dos Estados Unidos.
Após sua deportação, 21 países negaram sua entrada. Ele finalmente retornou à Índia e reviveu o ashram de Pune, onde morreu em 1990. O ashram de Rajneesh, agora conhecido como OSHO International Meditation Resort, e toda propriedade intelectual associada, é administrado pela Osho International Foundation (antiga Rajneesh International Foundation) registrada em Zurique, na Suíça. Os ensinamentos de Rajneesh tiveram um impacto notável no pensamento da Nova Era ocidental e sua popularidade aumentou acentuadamente desde sua morte.

## Biografia

### Infância e adolescência: 1931-1950
Rajneesh (um apelido de infância do sânscrito रजनी, rajanee, "noite" e ईश, isha, "senhor", que significa o "Deus da Noite" ou "A Lua" ( चंद्रमा )) nasceu Chandra Mohan Jain, o mais velho dos 11 filhos de um comerciante de tecidos, na casa de seus avós maternos em Kuchwada; uma pequena aldeia no distrito de Raisen, no estado de Madhya Pradesh, na Índia. Seus pais, Babulal e Saraswati Jain, que eram Taranpanthi Jains, permitiram que ele vivesse com seus avós maternos até os oito anos de idade. Pelo próprio relato de Rajneesh, isso foi uma grande influência em seu desenvolvimento porque sua avó lhe deu a maior liberdade, deixando-o despreocupado, sem uma educação ou restrições impostas.
Quando ele tinha sete anos, seu avô morreu e ele foi para Gadarwara morar com seus pais. Rajneesh foi profundamente afetado pela morte de seu avô e novamente pela morte de sua namorada de infância Shashi por febre tifóide quando ele tinha 15 anos, levando a uma preocupação com a morte que durou grande parte de sua infância e juventude. Em seus anos de escola, ele era um estudante talentoso e rebelde, e ganhou a reputação de um debatedor formidável. Rajneesh tornou-se crítico da religião tradicional, interessou-se por muitos métodos para expandir a consciência, incluindo o controle da respiração, exercícios de ioga, meditação, jejum, ocultismo e hipnose. Ele ficou brevemente associado ao socialismo e a duas organizações nacionalistas indianas: o Exército Nacional Indiano e o Rashtriya Swayamsevak Sangh. No entanto, sua participação nas organizações durou pouco, pois ele não podia se submeter a nenhuma disciplina, ideologia ou sistema externo.

### Anos universitários e orador público: 1951-1970
Em 1951, aos 19 anos, Rajneesh iniciou seus estudos no Hitkarini College em Jabalpur. Foi pedido a ele que saísse da instituição após conflitos com um instrutor, então ele se transferiu para o DN Jain College, também em Jabalpur. Tendo provado ser um argumentador incisivo, não foi obrigado a frequentar as aulas da faculdade no DN Jain College, exceto para os exames e usou seu tempo livre para trabalhar por alguns meses como editor assistente em um jornal local. Ele começou a falar em público no Sarva Dharma Sammelan (Encontro de todas as religiões) anual realizado em Jabalpur, organizado pela comunidade Taranpanthi Jain na qual ele nasceu, e lá participou de 1951 a 1968. Ele resistiu à pressão de seus pais para se casar. Rajneesh disse mais tarde que se tornou espiritualmente iluminado em 21 de março de 1953, quando tinha 21 anos, em uma experiência mística sentado sob uma árvore no jardim Bhanvartal em Jabalpur.
Tendo concluído o Bacharelado em filosofia no DN Jain College em 1955, ingressou na Universidade de Sagar, onde em 1957, onde obteve o seu título de Mestre em filosofia (com distinção). Ele imediatamente garantiu um cargo de professor no Raipur Sanskrit College, mas o vice-reitor logo pediu que ele procurasse uma transferência, pois o considerava um perigo para a moralidade, caráter e religião de seus alunos.  A partir de 1958, ele ensinou filosofia como professor na Universidade de Jabalpur, sendo promovido a professor em 1960. Um conferencista popular, ele foi reconhecido por seus pares como um homem excepcionalmente inteligente que foi capaz de superar as deficiências de sua educação inicial em uma pequena cidade.
Paralelamente ao seu emprego na universidade, ele viajou pela Índia sob o nome de Acharya Rajneesh (Acharya significa professor ou professor; Rajneesh era um apelido que ele adquiriu na infância), dando palestras críticas ao socialismo, Gandhi e religiões institucionais. Ele viajava tanto que tinha dificuldade para dormir em uma cama normal, porque havia se acostumado a dormir em meio ao balanço dos vagões de trem. Ele disse que o socialismo socializaria apenas a pobreza, e descreveu Gandhi como um reacionário masoquista que adorava a pobreza. O que a Índia precisava para escapar de seu atraso era o capitalismo, ciência, tecnologia moderna e controle de natalidade. Ele criticou as religiões indianas ortodoxas como mortas, cheias de rituais vazios, oprimindo seus seguidores com temores de condenação e promessas de bênçãos. Essas declarações o tornaram controverso, mas também lhe renderam seguidores leais que incluíam vários comerciantes e homens de negócios ricos. Estes buscaram consultas individuais dele sobre seu desenvolvimento espiritual e vida diária, em troca de doações e sua prática tornou-se uma bola de neve. A partir de 1962, ele começou a liderar campos de meditação de 3 a 10 dias, e os primeiros centros de meditação (Jivan Jagruti Kendra) começaram a surgir em torno de seu ensinamento, então conhecido como Movimento de Despertar da Vida (Jivan Jagruti Andolan). Depois de uma polêmica turnê de palestras em 1966, ele renunciou ao cargo de professor a pedido da universidade.
Em uma série de palestras de 1968, posteriormente publicada sob o título From Sex to Superconsciousness , ele escandalizou os líderes hindus ao pedir uma aceitação mais livre do sexo e tornou-se conhecido como o "guru do sexo" na imprensa indiana. Quando em 1969 ele foi convidado para falar na Segunda Conferência Mundial Hindu, apesar das dúvidas de alguns líderes hindus, suas declarações levantaram polêmica novamente quando ele disse: "Qualquer religião que considere a vida sem sentido e cheia de miséria e ensina o ódio à vida, não é uma religião verdadeira. A religião é uma arte que mostra como aproveitar a vida". Ele comparou o tratamento de shudras de castas inferiores e mulheres com o tratamento de animais. Ele caracterizou o brâmane como sendo motivado pelo interesse próprio, provocando Shankaracharya de Puri, que tentou em vão interromper sua palestra.

### Mumbai: 1971-1974
Em um evento público de meditação no início de 1970, Rajneesh apresentou seu método de Meditação Dinâmica pela primeira vez. A Meditação Dinâmica envolvia respirar muito rápido e celebrar com música e dança. Ele deixou Jabalpur e foi para Mumbai no final de junho. Em 26 de setembro de 1970, ele iniciou seu primeiro grupo de discípulos ou neo-sannyasins. Tornar-se um discípulo significava assumir um novo nome e usar o vestido laranja tradicional dos homens sagrados hindus ascéticos, incluindo um mala (colar de contas) carregando um medalhão com sua foto. No entanto, seus sannyasins foram encorajados a seguir um estilo de vida comemorativo ao invés de ascético. Ele próprio não era para ser adorado, mas considerado como um agente catalítico, "um sol encorajando a flor a se abrir".
Ele havia então contratado uma secretária, Laxmi Thakarsi Kuruwa, que como seu primeiro discípulo adotou o nome de Ma Yoga Laxmi. Laxmi era filha de um de seus primeiros seguidores, um jainista rico que havia sido um dos principais apoiadores do Congresso Nacional Indiano durante a luta pela independência indiana, com laços estreitos com Gandhi, Nehru e Morarji Desai. Ela levantou o dinheiro que permitiu a Rajneesh interromper suas viagens e se estabelecer. Em dezembro de 1970, ele se mudou para os apartamentos Woodlands em Mumbai, onde deu palestras e recebeu visitantes, entre eles seus primeiros visitantes ocidentais. Agora ele raramente viajava, não falando mais em reuniões públicas abertas. Em 1971, ele adotou o título "Bhagwan Shree Rajneesh". Shree é uma forma educada de tratamento aproximadamente equivalente ao "Sir" inglês; Bhagwan significa "abençoado", usado nas tradições indianas como um termo de respeito por um ser humano em quem o divino não está mais oculto, mas aparente. Mais tarde, quando mudou seu nome, ele redefiniu o significado de Bhagwan.

### Ashram em Pune: 1974–1981
O clima úmido de Mumbai provou ser prejudicial à saúde de Rajneesh: ele desenvolveu diabetes, asma e várias alergias. Em 1974, no 21º aniversário de sua experiência em Jabalpur, ele se mudou para uma propriedade em Koregaon Park, Pune, comprada com a ajuda de Ma Yoga Mukta (Catherine Venizelos), uma herdeira de navegação grega. Rajneesh falou no ashram de Pune de 1974 a 1981. As duas casas adjacentes e 6 acres (2,4 ha) de terra tornaram-se o núcleo de um ashram, e a propriedade ainda é o coração do atual do Resort Internacional de Meditação Osho. Ele permitiu a gravação regular de áudio e, posteriormente, a gravação em vídeo e impressão de seus discursos para distribuição mundial, permitindo-lhe atingir públicos muito maiores. O número de visitantes ocidentais aumentou drasticamente. O ashram logo apresentava um centro de artes e ofícios que produzia roupas, joias, cerâmicas e cosméticos orgânicos e apresentava apresentações de teatro, música e mímica.  A partir de 1975, após a chegada de vários terapeutas do Movimento do Potencial Humano, o ashram começou a complementar as meditações com um número crescente de grupos de terapia,  que se tornou uma importante fonte de renda para o ashram.
O ashram de Pune era, segundo todos os relatos, um lugar emocionante e intenso para se estar, com uma atmosfera de carnaval de loucura carregada de emoção. O dia começou às 6h com Meditação Dinâmica. Das 8h00, Rajneesh deu uma palestra espontânea de 60 a 90 minutos no auditório "Buddha Hall" do ashram, comentando sobre escritos religiosos ou respondendo a perguntas de visitantes e discípulos. Até 1981, séries de palestras em hindi alternavam com séries em inglês.  Durante o dia, várias meditações e terapias ocorreram, cuja intensidade foi atribuída à energia espiritual do "campo de Buda" de Rajneesh. Nos darshans noturnos, Rajneesh conversava com discípulos individuais ou visitantes e iniciava discípulos ("deu sannyas"). Sannyasins vinham para o darshan quando partiam ou voltavam ou quando tinham algo que gostariam de discutir.
Para decidir em quais terapias participar, os visitantes consultavam Rajneesh ou selecionavam de acordo com suas próprias preferências. Alguns dos primeiros grupos de terapia no ashram, como o grupo de encontro, eram experimentais, permitindo um grau de agressão física, bem como encontros sexuais entre os participantes. Relatórios conflitantes de ferimentos sofridos em sessões de grupo do Encontro começaram a aparecer na imprensa.  Richard Price, na época um proeminente terapeuta do Movimento do Potencial Humano e cofundador da Esalen Institute, descobriu que os grupos encorajavam os participantes a 'ser violentos' ao invés de 'brincar de ser violento' (a norma nos grupos de Encontro conduzidos nos Estados Unidos), e os criticou pelos "piores erros de alguns líderes de grupo de Esalen inexperientes". Price teria saído do ashram de Pune com um braço quebrado após um período de oito horas trancado em uma sala com participantes armados com armas de madeira.  Bernard Gunther, seu colega Esalen, se saiu melhor em Pune e escreveu um livro, Dying for Enlightenment , apresentando fotografias e descrições líricas das meditações e grupos de terapia. A violência nos grupos de terapia acabou em janeiro de 1979, quando o ashram emitiu um comunicado à imprensa afirmando que a violência "havia cumprido sua função dentro do contexto geral do ashram como uma comunidade espiritual em evolução".
Os sannyasins que haviam se "formado" em meses de meditação e terapia podiam se inscrever para trabalhar no ashram, em um ambiente que foi conscientemente modelado na comunidade que o místico russo Gurdjieff liderou na França na década de 1930 e as principais características incorporadas de Gurdjieff foram trabalho duro não remunerado e supervisores escolhidos por sua personalidade abrasiva, ambos projetados para provocar oportunidades de auto-observação e transcendência.  Muitos discípulos escolheram ficar por anos.  Além da controvérsia em torno das terapias, as alegações de uso de drogas entre os sannyasins começaram a estragar a imagem do ashram. Alguns sannyasins ocidentais estariam financiando estadias prolongadas na Índia por meio da prostituição e do tráfico de drogas. Algumas pessoas posteriormente alegaram que, embora Rajneesh não estivesse diretamente envolvido, eles discutiram tais planos e atividades com ele no darshan e ele deu sua bênção.
No final da década de 1970, o ashram de Pune era muito pequeno para conter o rápido crescimento e Rajneesh pediu que um lugar maior fosse encontrado. Sannyasins de toda a Índia começaram a procurar propriedades: as encontradas incluíam uma na província de Kutch em Gujarat e mais duas no norte montanhoso da Índia. Os planos nunca foram implementados, já que as tensões crescentes entre o ashram e o governo do Partido Janata de Morarji Desai resultaram em um impasse.  A aprovação do uso da terra foi negada e, mais importante, o governo parou de emitir vistos para visitantes estrangeiros que indicavam o ashram como seu principal destino. Além disso, o governo de Desai cancelou o status de isenção de impostos do ashram com efeito retroativo, resultando em uma reivindicação estimada em US$ 5 milhões. Conflitos com vários líderes religiosos indianos agravaram a situação - em 1980, o ashram havia se tornado tão polêmico que Indira Gandhi, apesar de uma associação anterior entre Rajneesh e o Partido do Congresso indiano que remontava aos anos 60, não estava disposta a interceder por ele depois dela volte ao poder. Em maio de 1980, durante um dos discursos de Rajneesh, um atentado contra sua vida foi feito por Vilas Tupe, um jovem fundamentalista hindu. Tupe afirma que empreendeu o ataque porque acreditava que Rajneesh era um agente da CIA.
Em 1981, o ashram de Rajneesh recebia 30.000 visitantes por ano. O público do discurso diário era então predominantemente europeu e americano.  Muitos observadores notaram que o estilo de palestra de Rajneesh mudou no final dos anos 70, tornando-se menos focado intelectualmente e apresentando um número crescente de piadas étnicas ou sujas com a intenção de chocar ou divertir seu público.  Em 10 de abril de 1981, depois de discursar diariamente por quase 15 anos, Rajneesh entrou em um período de três anos e meio de silêncio público auto-imposto e satsangs - sentar -se silenciosamente com música e leituras de obras espirituais como  o Profeta de Khalil Gibran ou o Isha Upanishad—Discursos substituídos.  Na mesma época, Ma Anand Sheela (Sheela Silverman) substituiu Ma Yoga Laxmi como secretária de Rajneesh.

### A comunidade no Oregon

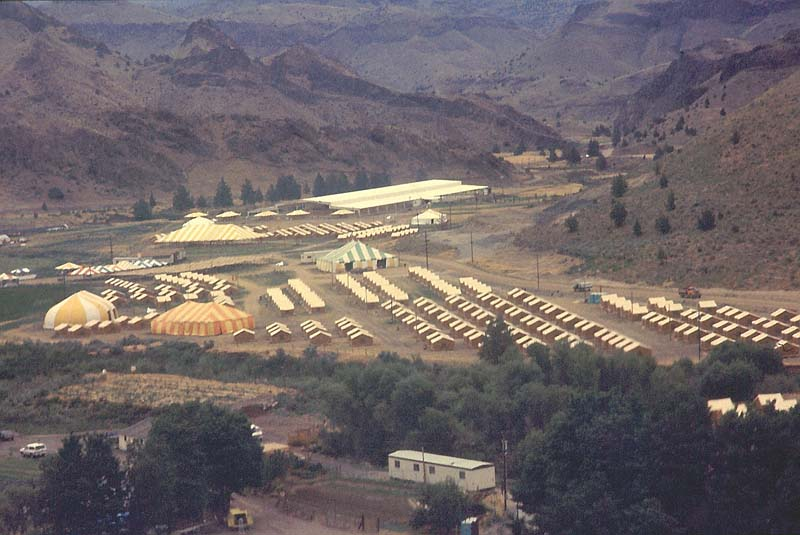
Tendas no primeiro festival de Rajneeshpuram, em 1982

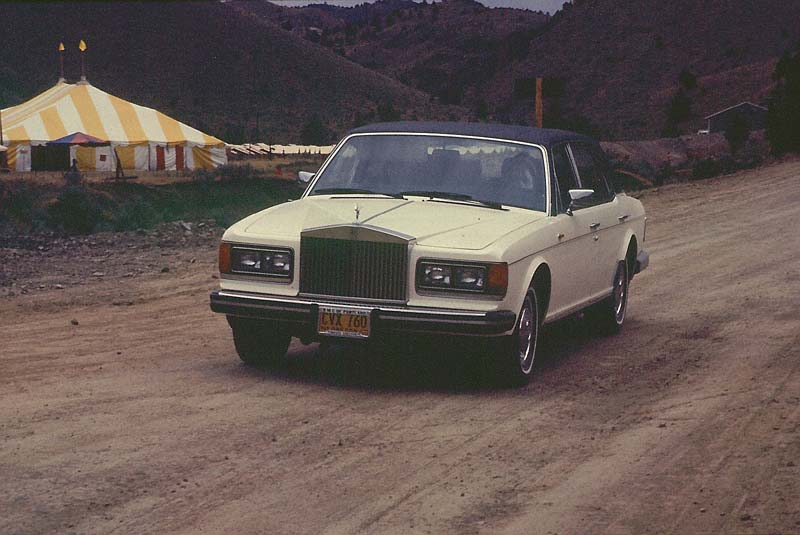
Rajneesh dirigindo seu carro em Rajneeshpuram, em 1982

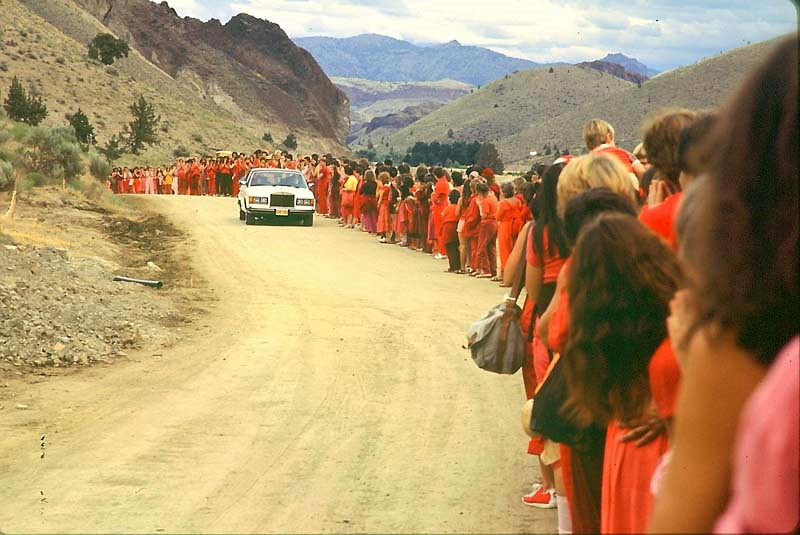
Rajneesh dirigindo seu carro em Rajneeshpuram, em 1982

Em maio de 1981, Osho parou de falar e iniciou uma fase de "comunhão silenciosa de coração-a-coração", enquanto seu corpo, seriamente doente, com graves problemas de coluna, descansava. Tendo em vista a possibilidade de que fosse necessária uma cirurgia de emergência, Osho foi levado aos Estados Unidos. Seus discípulos americanos compraram um rancho no deserto do Oregon e convidaram-no a ir para lá, onde recuperou-se rapidamente.[carece de fontes?]
Uma comuna logo estabeleceu-se ao seu redor, formando a cidade de Rajneeshpuram. Em outubro de 1984, Osho voltou a falar a pequenos grupos e, em julho de 1985, reiniciava seus discursos a milhares de buscadores, todas as manhãs.[carece de fontes?]
A partir de 2018, a Netflix passou a exibir o documentário Wild Wild Country, que conta a história dos seguidores de Rajneesh no Oregon.

#### Ataque bioterrorista
Em 1984, a seita entrou em conflito com os moradores locais e a comissão do condado. Ma Anand Sheela, uma das líderes da seita de Osho, tentou influenciar a eleição de novembro e ocupar as duas vagas abertas com seus seguidores[ligação inativa] através da busca de centenas de moradores de rua de cidades próximas para registra-los como eleitores do condado. Mais tarde, quando esse esforço fracassou, Sheela conspirou, em 1984, para usar "bactérias e outros métodos para deixar as pessoas doentes" e impedi-las de votar. Como resultado, seguidores da seita infectaram as saladas de dez restaurantes locais com salmonela e cerca de 750 pessoas ficaram doentes.
Em 13 de setembro, 1985, Sheela deixou a comunidade e foi para a Europa. Alguns dias mais tarde, Rajneesh a "acusou de incêndio criminoso, escutas telefônicas, tentativa de homicídio e envenenamento em massa". Ele também afirmou que Sheela tinha escrito o Livro de Rajneeshism e o publicado em seu nome. Posteriormente vestes de Sheela e 5 mil exemplares do livro foram queimados em uma fogueira na comunidade.
Depois que as autoridades norte-americanas encontraram redes de escuta telefônica e um laboratório de bioterrorismo na casa de Sheela no Oregon, ela foi presa na Alemanha Ocidental, em outubro de 1986. Ela foi processada pelo crime de envenenamento,[ligação inativa] condenada a 20 anos em prisão federal  e multada em 470 mil dólares.[ligação inativa] Rajneesh disse que ordenou a queima de livros para livrar a seita dos últimos vestígios da influência de Sheela, cujas vestes foram jogadas na fogueira. O ataque de salmonela foi o primeiro caso de terrorismo químico ou biológico ocorrido nos Estados Unidos.

### Prisão
Em 23 de outubro de 1985, um júri federal indiciou Osho e vários outros discípulos de conspiração para fugir das leis de imigração. Em 28 de outubro de 1985, Osho e um pequeno número de sannyasins a acompanhá-lo foram presos a bordo de um Learjet alugado em uma pista de pouso na Carolina do Norte; de acordo com autoridades federais, o grupo estava a caminho de Bermuda para evitar processos. Cerca de 58 mil dólares em dinheiro, além de 35 relógios e pulseiras de 1 milhão de dólares foram encontrados na aeronave.
Depois de inicialmente suplicar inocência de todas as acusações e ser libertado sob pagamento de fiança, Osho, a conselho de seus advogados, entrou em um tipo de confissão por meio do qual um suspeito não admite a culpa diretamente, mas admite que há provas suficientes para condená-lo. A acusação era ter uma intenção oculta de ficar permanentemente nos Estados Unidos no momento de sua solicitação original de visto em 1981 e uma acusação de ter conspirado para que seus seguidores entrassem em casamentos fictícios para adquirir o green card. Sob o acordo de seus advogados fizeram com o Ministério da US foi-lhe dada uma pena suspensa de 10 anos, com liberdade condicional de cinco anos e uma multa de 400 mil dólares, além de concordar em deixar os Estados Unidos e não retornar por pelo menos cinco anos sem a permissão do Procurador-Geral dos Estados Unidos.

### Retorno à Índia
Deixando o país no mesmo dia, Osho voou para a Índia, onde permaneceu em repouso nos Himalaias. Uma semana mais tarde, a comuna do Oregon resolveu dispersar-se. Nessa época, Osho enfrentou dificuldades para poder fixar-se num lugar pois, onde quer que tentasse estabelecer-se, tinha sua permanência negada pelas autoridades, o que seus seguidores acreditam ser uma clara influência do governo norte-americano. Ao todo, 21 países o expulsaram ou negaram o visto de entrada.[carece de fontes?]
Os seus discípulos garantem que, depois de expulso dos Estados Unidos, Osho não conseguiu qualquer visto para permanência nos países que visitou após o incidente, devido a pressões norte-americanas. Alegam que nenhuma das acusações feitas tem consistência objetiva - fruto apenas do temor e ódio das instituições representadas pelo governo norte-americano, referem os seus discípulos.[carece de fontes?]
Representando sempre uma ameaça às tradições religiosas e políticas, foi impedido de entrar em vários países. Foi expulso da Grécia. Foi impedido preventivamente pelo parlamento Alemão de entrar nesse país mesmo sem nunca ter pedido visto de entrada e nem demonstrado interesse nisso. Somente conseguiu aterrissar seu avião na Inglaterra porque seu piloto alegou ter um doente a bordo.[carece de fontes?]
Em julho de 1986, Osho voltou a Bombaim, na Índia, onde ficou hospedado por seis meses na casa de um amigo indiano. Na privacidade da casa de seu anfitrião, ele retornou aos seus discursos diários.[carece de fontes?]
Em janeiro de 1987, mudou-se para o seu ashram em Poona, onde vivera a maior parte dos anos 1970. Imediatamente após sua chegada, o chefe de polícia de Poona ordenou-lhe que deixasse a cidade, sob a alegação de que era uma "pessoa controversa" que poderia "perturbar a tranquilidade da cidade". Tal ordem foi revogada no mesmo dia pela Suprema Corte de Bombaim.[carece de fontes?]
Osho faleceu em 19 de janeiro de 1990. Algumas semanas antes dessa data, foi-lhe perguntado o que aconteceria com seu trabalho quando ele partisse. Ele disse: "Minha confiança na existência é absoluta. Se houver alguma verdade naquilo que estou dizendo, isso irá sobreviver... As pessoas que permanecerem interessadas em meu trabalho irão simplesmente carregar a tocha, mas sem impor nada a ninguém...".[carece de fontes?]

## Filosofia
O pensamento de Rajneesh está exposto em mais de mil livros que podem elucidar sobre a sua filosofia. Segundo referem os seus admiradores, Osho não pretendia impor a sua visão pessoal nem estimular conflitos. Enfatizou, pelo contrário, a importância de se mergulhar no mais profundo silêncio, pois somente através da meditação se poderia atingir a verdade e o amor, guiada pela consciência individual, sem intermediários como sacerdotes, políticos, intelectuais ou ele mesmo. Transmitia, pois, uma mensagem otimista que apontava para um futuro onde a humanidade deixaria o plano da inconsciência e, por consequência, a destruição, o medo e o desamor, já que cada um seria o buda de si próprio, recordando aquilo que a consciência imediata esqueceu. Segundo esta visão, a humanidade parece-se a um conjunto de cegos guiados por outros cegos (imagem que também faz parte do ideário cristão, com algumas diferenças).[carece de fontes?]
Os seus seguidores reconhecem-no como uma das figuras mais importantes da história da humanidade. No seu trabalho, Osho falou praticamente sobre todos os aspectos do desenvolvimento da consciência humana. Seus discursos para discípulos e buscadores de todo o mundo foram publicados em mais de 650 títulos e traduzidos para mais de trinta línguas.[carece de fontes?]
Todo o trabalho de Osho é de desconstrução e silêncio. Segundo Osho, todo o planeta (com raras exceções) está doente. Mas é uma doença autoimposta. Liberdade seria, em sua visão, o fundamento de um homem auto-realizado e digno. O silêncio, por sua vez seria a comunhão da criatura com sua essência divina e pura, sendo reencontrado pela meditação, onde o homem experimenta seu verdadeiro ser.[carece de fontes?] Osho negava a existência de um Deus pessoal dizendo que a lógica do evolucionismo abriria grandes lacunas para tal entendimento. Em sua concepção, a ideia da existência de Deus deve ser rejeitada para o bem da humanidade.
De Sigmund Freud a Chuang Tzu, de George Gurdjieff a Buda, de Jesus Cristo a Rabindranath Tagore, Osho extraiu, de cada um, o que seria a essência do que acreditava ser significativo na busca espiritual do homem, baseando-se não apenas na compreensão intelectual, mas na sua própria experiência existencial.[carece de fontes?]
Ao dizer, por exemplo, que "o orgasmo sexual oferece o primeiro vislumbre da meditação porque, nele, a mente para, o tempo para", a mídia o apelidou de "guru do sexo". Quando se descobriu a causa da aids, Osho determinou que seus discípulos fizessem o teste de HIV. Pioneiro, recomendou usar camisinha e luvas de látex na hora do sexo, coisas ridicularizadas na época. Para A. Racily, que conviveu com Osho, o guru queria apenas que o sexo não fosse renegado. Ela diz que nunca houve orgias na comunidade e que esses boatos vinham de quem queria se aproveitar da liberdade sexual.

## Legado
Para os seus discípulos, seus ensinamentos levam à realização da liberdade pessoal, através da percepção individual das amarras aprisionadoras das tradições e das autoridades estabelecidas. Embora Osho nunca tenha escrito nenhum livro, 650 títulos em 57 idiomas foram criados e têm sido publicados a partir de transcrições de seus discursos e palestras.[carece de fontes?]
Os livros baseados em suas palavras até hoje fazem muito sucesso em muitos países, inclusive no Brasil, país que possui um ativo grupo de discípulos e de simpatizantes, espalhados em muitos dos grandes centros e em algumas comunidades mais afastadas. Alguns dos discípulos exercem algum tipo de atividade terapêutica alternativa e divulgam suas principais meditações, como a chamada Osho Meditação Dinâmica e a Osho Meditação Kundalini, que são marcas registradas, protegidas por direitos autorais. Algumas pessoas, baseando-se em aspectos biológicos do corpo humano, dizem tratar-se de um exercício aeróbico que promove uma espécie de embriaguez por hiperventilação. Pessoas que já tiveram experiência pessoal nessas técnicas, no entanto, afirmam que a hiperventilação, a catarse consciente e os movimentos intensos e danças lúdicas presentes nas mesmas apenas aumentam o nível de oxigenação e uma liberação emocional consciente. [carece de fontes?]